# 雪にかいたLOVE LETTER
「雪にかいたLOVE LETTER」（ゆきにかいたラヴレター）は、菊池桃子の3枚目のシングルである。

## 解説
- 同曲のヒットで、TBS系『ザ・ベストテン』に菊池自身初めて10位以内にランクイン（菊池の同番組での初出演は、「今週のスポットライト」で披露したデビューシングルの「青春のいじわる」）。
- 同曲の最後で菊池は「メリー・クリスマス！」と、囁くような台詞が入っている。これはライオネル・リッチーの「Still」にヒントを得たもの。なお、翌1985年の新年が明けた頃に歌番組では「ハッピーニューイヤー！」とセリフを変えて締め括っていた。
- オリコンチャートでは最高3位を記録、「卒業-GRADUATION-」に次いで約35万枚を売り上げる2番目のヒット曲となった。また、自身最長となる8週連続トップ10入りを果たし、ロングヒットを記録した。

## 収録曲
1. 雪にかいたLOVE LETTER
  - 作詞：秋元康　作曲・編曲：林哲司
2. ANOTHER ONE
  - 作詞：秋元康　作曲・編曲：林哲司